# Веригино (Сергиево-Посадский район)
Веригино — деревня в Сергиево-Посадском городском округе Московской области России, входит в состав сельского поселения Селковское.

## География
Расположена на севере Московской области, в северной части Сергиево-Посадского городского округа, примерно в 94 км к северу от Московской кольцевой автодороги и 45 км к северу от станции Сергиев Посад Ярославского направления Московской железной дороги, на автодороге Р104.
В 34 км к западу от деревни проходит автодорога Р112, в 31 км юго-восточнее — Ярославское шоссе М8, в 33 км юго-западнее — Московское большое кольцо А108. Ближайшие населённые пункты — деревни Меркурьево, Морозово и Строилово. К деревне приписано садоводческое товарищество (СНТ).
Связана автобусным сообщением с городом Сергиевым Посадом, городом Калязином Тверской области и селом Нагорье Ярославской области.

## История
Деревня Веригино упоминается в исторических документах XVII-XVIII веков:
- В 1641 году как «Деревня Веригино на прудке» в «черных» (черновых) списках XVII века с межевых книг «Переславского уезда Залеского… Живоначалные Троицы Сергиева монастыря…», списка и позднейшей копии XVIII века с «межевой книги Переславля Залеского уезда 137, 138 году» (1628—1630 гг., 1644 г.), писца Андрея Загряжского и подьячего Гаврила Володимирова. Деревня Веригино на прудке в составе вотчины «села Заболотье с деревнями и пустошами» дана казначею Богдану Миничу Дубровскому «из Дворцовых волостей за Посольскую службу, что он посылан в Молдавскую землю в послех для Государева и Земского Великого дела, село Заболотье на озере на Заболоцком. …». В документе приводится описание деревни: «Деревня Веригино на прудке а в ней… (1 крестьянский двор, 4 чел. муж. пола и 1 жен. пола (вдо- ва); 2 бобыльских двора, 7 чел. муж. пола; всего: 3 двора, 12 чел. муж. пола и 1 чел. жен. пола),… пашни паханные крестьянские середние земли четыре четверти, да перелогом две четверти, да лесом поросло шест четвертей в пол[е], а в дву потомуж, сена пятнатцат копен.»
- В 1705 году как деревня «Веригина на Большой Углецкой дороге» в Переписной книге «поместных и вотчинных сел, деревень и дворов…» Переславль-Залесского уезда 1705 года, переписи стряпчего Петра Каблукова и подьячего Ерофея Корюкина. Упомянута как расположенная на относящейся к селу Заболотье территории, входившей в состав вотчины Федора Петровича Дубровского.
- В 1719 году как деревня «Веригина» в составленных подьячим Василием Федоровым отказных книгах владений действительного тайного советника Петра Андреевича Толстого, в расположенном в Шуромском стану Переславль-Залесского уезда селе Заболотье.
- В 1727 году как деревня «Веригина» в отказных книгах, записанных канцеляристом Осипом Андроновым, при описании относившихся к селу Заболотье в Шуромском стану Переславль-Залесского уезда поместных и вотчинных землях Алексея Яковлевича Волкова.
- В 1728 году как деревня «Веригина» в отказных книгах, записанных канцеляристом Иваном Борисовым, при описании передаваемых Федору и Василию Аврамовым детям Лопухиным владениях, относящихся к селу Заболотье в Шуромском стану Переславль-Залесского уезда.
- В 1737 году как деревня «Веригина» в составленных подканцеляристом Федором Поповым отказных книгах при описании «недвижимого имения» графа Семена Андреевича Салтыкова в Шуромском стану Переславль-Залесского уезда.
- В 1774 году как деревня «Веригина» в справочных сведениях к Полевой записке землемера первого класса капитана Ивана Владычина, расположенная на территории «дачи» «лейб гвардии порутчика графа Николая Володимеровича Салтыкова и малолетних детей Прасковьи и Марьи Николаевых…» в Шуромском стану Переславль-Залесского уезда.
- В 1798 году как деревня «Веригина» в пояснениях к «Геометрическому Специальному плану…» и Экономических примечаниях к планам Генерального межевания конца XVIII века на территории «дачи» графини Анны Сергеевны Салтыковой с дочерьми.

В «Списке населённых мест» 1862 года — владельческая деревня 2-го стана Переяславского уезда Владимирской губернии на Углицком просёлочном тракте, от границы Александровского уезда к Калязинскому, в 55 верстах от уездного города и 35 верстах от становой квартиры, при колодце, с 31 двором и 279 жителями (118 мужчин, 161 женщина).
По данным на 1895 год — деревня Федорцевской волости Переяславского уезда с 331 жителем (150 мужчин, 181 женщина). Основным промыслом населения являлось хлебопашество, 56 человек уезжали в качестве красильщиков по бумаге, шерсти и шёлку на отхожий промысел в Москву и Московскую губернию.
По материалам Всесоюзной переписи населения 1926 года — центр Веригинского сельсовета Федорцевской волости Сергиевского уезда Московской губернии в 20 км от Угличско-Сергиевского шоссе и 50 км от станции Сергиево Северной железной дороги; проживало 386 человек (183 мужчины, 203 женщины), насчитывалось 79 хозяйств (72 крестьянских).
С 1929 года — населённый пункт Московской области в составе:
- Веригинского сельсовета Константиновского района (1929—1957)[11];
- Веригинского сельсовета Загорского района (1957—1963, 1965—1991)[12][13][14];
- Веригинского сельсовета Мытищинского укрупнённого сельского района (1963—1965)[14][15];
- Веригинского сельсовета Сергиево-Посадского района (1991—1994)[15];
- Веригинского сельского округа Сергиево-Посадского района (1994—2006)[16];
- сельского поселения Селковское Сергиево-Посадского района (2006—2019})[17][18];
- Сергиево-Посадского городского округа (с 2019).

## Население
| 1835 | 1850 | 1857 | 1859 | 1895 | 1905 | 1926 | 2002 |
| ---- | ---- | ---- | ---- | ---- | ---- | ---- | ---- |
| 256  | ↗265 | ↗271 | ↗279 | ↗331 | ↗344 | ↗386 | ↘61  |
| 2006 | 2010 |      |      |      |      |      |      |
| ↘60  | ↗65  |      |      |      |      |      |      |